# A Gift & a Curse
A Gift & a Curse è il quarto album in studio del rapper statunitense Gunna, pubblicato nel 2023.

## Tracce
1. Back at It – 3:06
2. Back to the Moon – 3:13
3. IDK NoMore – 2:59
4. Paybach – 2:53
5. Ca$h $hit – 2:11
6. FukUMean – 2:05
7. Rodeo Dr – 2:56
8. Bottom – 2:57
9. P Angels – 2:56
10. Born Rich – 2:52
11. Go Crazy – 2:53
12. Bread & Butter – 3:46
13. Turned Your Back – 4:03
14. I Was Just Thinking – 3:12
15. Alright – 3:04

## Classifiche
| Classifica (2023) | Posizione raggiunta |
| ----------------- | ------------------- |
| Regno Unito       | 9                   |
| Stati Uniti       | 3                   |